# 胡峨亭
胡峨亭（1925年—2006年），中国人民解放军高级将领，中将军衔。国防大学原政治部主任。

## 简历
胡峨亭，浙江省宁波镇海县（今镇海区）人。1940年，入伍加入新四军。1941年，加入中国共产党。
抗日战争时期，曾先后担任新四军的分队长，连文教支书，干事等职务。曾先后参加了苏北地区反日寇大扫荡和淮北地区反日寇大扫荡。
国共内战时期，先后担任山东大学政治指导员，并兼任大学班主任，秘书，股长，营政治教导员等职务。曾先后参加了三下江南，四保临江，辽沈战役，平津战役，衡宝战役等战斗。
中华人民共和国成立后，先后担任军中科长，助理员，副处长，处长，军政治部副主任，总政治部干部部副部长，中国人民解放军国防大学政治部主任等职务。胡峨亭为中国人民解放军的思想政治建设和高级军事人才的培养做出了很大贡献。
胡峨亭是第八届全国政协常委。1988年，被授予中将军衔。
2006年4月7日，因病抢救无效在北京逝世，享年81岁。